# Geoffrey Lancaster
Geoffrey Lancaster (Sydney, 20 augustus 1954) is een Australisch pianist, klavecinist en componist.

## Levensloop
Hij studeerde piano aan het Muziekconservatorium van Canberra en vervolgens aan de Muziekhogeschool van Sydney waar hij een PhD in Filosofie behaalde. Hij behaalde ook een Master aan de University of Tasmania. In 1984 ging hij in Amsterdam wonen en fortepiano studeren bij Stanley Hoogland aan het Conservatorium van Den Haag. In 1996 werd hij docent aan de Royal College of Music in Londen. In 2000 keerde hij terug naar Canberra.
Lancaster is deskundig voor wat betreft de authentieke uitvoeringspraktijk, meer bepaald van het werk van Joseph Haydn, Wolfgang Amadeus Mozart en Ludwig van Beethoven.
Hij is vaak opgetreden als soloist of als dirigent van de voornaamste Australische orkesten, onder meer de symfonische orkesten van  Queensland, Melbourne, Sydney and Tasmania, de Australian Chamber Orchestra, en ook de Tafelmusik Baroque Orchestra, Toronto. Hij maakte concerttournees doorheen Duitsland, Zwitserland, China en Japan waar hij als soloist optrad met orkesten zoals de Leipzig Gewandhaus Orchestra, de Royal Stockholm Philharmonic Orchestra, de Gürzenich Orchestra van Keulen, het New Zealand Symphony Orchestra en het Rotterdam Philharmonisch Orkest. Lancaster werkte ook met kleine orkesten zoals de Canberra Symphony Orchestra en het La Cetra Barockorchester Basel, als soloist en als dirigent. Hij is ook artistiek directeur van het Ensemble of the Classic Era.
Hij ondernam ook tournees in Australië voor Musica Viva Australia. Hij heeft vaak samengewerkt met Markus Stenz, Bruno Weil, Sir Charles Mackerras, Gustav Leonhardt en Nikolaus Harnoncourt. Als soloist trad hij onder meer op in de Alte Oper Frankfurt, het Centro de Congresos Victor Villegas in Murcia, het Hatchlands Park in Surrey, De Doelen in Rotterdam, Het Muziekcentreum Vredenberg in Utrecht, en de Philharmonie in Keulen.
Hij heeft ook vaak gedoceerd in conservatoria, zoals het Koninklijk Conservatorium in Den Haag, het Sweelinck Conservatorium in Amsterdam, het Royal Northern College of Music in Manchester, de Hochschule für Musik, Freiburg.
Geoffrey Lancaster doceert aan de Schola Cantorum Basiliensis (sinds 1999) en is muziekdocent voor piano, klavecimbel en fortepiano aan de Australian National University (sinds 2002), waar hij het departement klavierinstrumenten leidt en lid is van de Academische Raad van de universiteit.
In 1995 was Lancaster jurylid voor het internationaal concours klavecimbel en pianoforte, in het kader van het Festival Musica Antiqua in Brugge.

## Prijzen en erkenning
- Geoffrey Lancaster won in 1986, samen met Bart van Oort, de eerste prijs pianoforte in het internationaal Mozartconcours, in het kader van het Festival Musica Antiqua in Brugge.
- In 1993 werd hem de Australian Artists Creative Fellowship ($ 240.000) toegekend, voor zijn bijzondere artistieke bijdrage aan Australië.
- In 2000 kreeg hij de "H.C. Coombs Creative Arts Fellowship" van de Australian National University.
- In 2006 werd hij, in erkenning voor zijn bijdragen als musicus en mentor, benoemd tot Australian of the Year for the Australian Capital Territory
- Hij ontving de University of Tasmania Distinguished Alumni Award, voor diensten aan de gemeenschap.
- In 2007 werd hij Honorary Professor van de University of Tasmania en lid van het Australian College of Educators.
- In 2006 ontving hij het ereteken van Member of the Order of Australia.

## Discografie
Geoffrey Lancaster heeft een vijftigtal platenopnamen gerealiseerd.